# 가덕초등학교
가덕초등학교는 대한민국 충청북도 청주시 상당구 가덕면 병암리에 있는 공립 초등학교다.

## 학교 연혁
- 1921년 5월 11일 가덕공립보통학교 개교(4년제)
- 1938년 4월 1일 가덕공립심상소학교로 개칭
- 1940년 4월 1일 가덕공립국민학교로 개칭
- 1967년 3월 13일 상야분교장 개교
- 1971년 3월 1일 상야분교장 분리 독립
- 1981년 3월 1일 병설유치원 개원
- 2004년 3월 1일 상야분교장 폐교로 본교 편입